# Campodorus fennicus
Campodorus fennicus är en stekelart som först beskrevs av Jussila 1965.  Campodorus fennicus ingår i släktet Campodorus och familjen brokparasitsteklar. Arten är reproducerande i Sverige. Inga underarter finns listade.